# Honduras Brytyjski
Honduras Brytyjski – dawna kolonia brytyjska w Ameryce Środkowej. Obecnie stanowi niepodległe państwo Belize.
Pierwsza brytyjska osada na obszarze dzisiejszego Belize została założona w 1638. Brytyjskie osadnictwo wywoływało konflikty z Hiszpanami, którzy jednak ostatecznie na mocy pokoju w Utrechcie w 1713 uznali brytyjskie prawa do Belize.
W roku 1780 terytorium Belize zostało włączone w skład brytyjskiej kolonii Jamajka. Po 1821 pretensje terytorialne wobec Belize wysunęły Meksyk i Gwatemala. W 1859 podpisano układ graniczny z Gwatemalą.
Od 1862 terytorium nosiło oficjalną nazwę Honduras Brytyjski, zaś od 1872 było samodzielną kolonią.
W 1940 odżył konflikt z Gwatemalą, która wypowiedziała układ graniczny z 1859 i w 1945 ogłosiła inkorporację Hondurasu Brytyjskiego.
Po otrzymaniu przez Honduras Brytyjski autonomii wewnętrznej w 1964, Gwatemala próbowała powstrzymać proces przekazania kolonii niepodległości.
W roku 1973 nazwę kolonii zmieniono na Belize, zaś od 1975 prowadziła ona samodzielną politykę zagraniczną. W tym samym roku Gwatemala ogłosiła mobilizację wojsk. Doszło do obustronnych demonstracji siły na granicy.
W 1980 ONZ podjęło próbę mediacji pomiędzy Wielką Brytanią, Belize i Gwatemalą. Pomimo iż Gwatemala nie zrezygnowała ze swoich pretensji terytorialnych, 21 września 1981 kolonia uzyskała niepodległość jako Belize. Nowe państwo zostało uznane przez Gwatemalę dopiero w 1991, chociaż do tej pory nie zrezygnowała ona ze swoich pretensji terytorialnych.
Pozostałością dawnej nazwy British Honduras jest utrzymanie obowiązującego od 1938 r. kodu samochodowego BH dla Belize.